# Parafia Matki Boskiej Szkaplerznej i św. Wojciecha w Lipce
Parafia Matki Boskiej Szkaplerznej i św. Wojciecha – parafia mariawicka w Lipce, w diecezji śląsko-łódzkiej Kościoła Starokatolickiego Mariawitów w RP.
Proboszczem parafii jest kapłan Paweł Maria Michał Wąsowski. Adoracja miesięczna Przenajświętszego Sakramentu odprawiana jest 2. dnia każdego miesiąca. 

## Obszar
Siedziba parafii oraz kościół parafialny pw. Matki Boskiej Szkaplerznej i św. Wojciecha znajduje się w Lipce, w gminie Stryków, powiecie zgierskim, województwie łódzkim. Wierni parafii chowani są na cmentarzu mariawickim w Niesułkowie. 
Parafia liczy około 1400 wiernych i stanowi stosunkowo zwartą społeczność, zamieszkującą sąsiadujące ze sobą miejscowości. Jest uznawana za największą parafię Kościoła Starokatolickiego Mariawitów w Polsce. Do parafii w Lipce należą wierni zamieszkujący Anielin, Bartolin, Byszewy, Brzeziny, Dąbrówkę Dużą, Dąbrówkę Małą, Gałków Duży, Głowno, Jeziorko, Kalinów, Lipkę, Lubowidzę, Łódź, Niesułków, Niesułków Kolonię, Nowostawy Dolne, Nowostawy Górne, Osiny, Poćwiardówkę, Przecław, Sierżnię, Skierniewice, Stare Skoszewy, Szczecin, Warszewice. 
Ponadto na jej terenie mieszkają wierni Kościoła Katolickiego Mariawitów należący do kustodii płockiej i parafii w Dąbrówce Małej, Poćwiardówce, Niesułkowie, gdzie znajdują się kaplice, będące siedzibami wspomnianych parafii.  
Parafia opiekuje się cmentarzem mariawickim w Wólce Jeruzalskiej.

## Historia
Parafia mariawicka w Lipce była pierwszą, która 8 lutego 1906, ogłosiła swoją niezależność i wyodrębniła się z rzymskokatolickiej parafii w Niesułkowie. Pierwszą siedzibą nowo utworzonej parafii był kościół rzymskokatolicki w Niesułkowie. Świątynia była w rękach mariawitów do grudnia 1906, kiedy to w wyniku postanowienia sądu gminnego następnego dnia od ogłoszenia wyroku wszystkie budynki parafialne w Niesułkowie miały zostać zwrócone pierwotnemu właścicielowi – Kościołowi rzymskokatolickiemu. 
Po przybyciu na probostwo kapłana mariawickiego Tułaby rozpoczęto budowę piętrowego, murowanego domu parafialnego z przeznaczeniem na szkołę i ochronkę na obecnym placu szkolnym, gdzie współcześnie znajduje się parking dla nauczycieli. Mariawici w wyniku wyroku sądu gminnego byli również zmuszeni opuścić nowo wybudowany budynek parafialny. W ciągu jednej nocy rozebrano gmach i ręcznie, bez pomocy wozów przeniesiono materiał budowlany na plac podarowany przez gospodarza z Lipki – Jana Jachoła. 
Na posesji wzniesiono drewnianą kaplicę, która służyła mariawitom za świątynię przez trzy lata. Do nowego domu modlitwy przeniesiono Przenajświętszy Sakrament z kościoła w Niesułkowie. Obok kościoła wybudowano murowaną plebanię, w której umiejscowiono ochronkę. Dom parafialny uległ zniszczeniu w czasie I wojny światowej, jednak po jej zakończeniu został odbudowany, w okresie międzywojennym prowadzono w nim kursy dla analfabetów i bibliotekę z czytelnią. Budynek ten po II wojnie światowej został zburzony, na jego miejscu w latach 1980–1981 pobudowano nowy obiekt, który obecnie służy jako sala parafialna, w której odbywają się próby orkiestry parafialnej oraz spotkania parafialne w ramach różnego typu uroczystości. 
Uroczystego poświęcenia nowo wybudowanego mariawickiego kościoła, w dniu 17 października 1909 dokonał nowo konsekrowany w Utrechcie biskup mariawicki ks. Jan Maria Michał Kowalski. Parafia od początku swego istnienia była rozległą placówką. Początkowo należeli do niej wierni z terenu parafii rzymskokatolickich w Starych Skoszewach, Brzezinach, Kołacinku, Dmosinie i Bratoszewicach. Parafia w Woli Cyrusowej powstała w 1908, organizowaniem jej zajął się proboszcz z Lipki (kapłan Kaczyński) wraz z wikariuszem Gromulskim. Za przykładem parafii w Lipce powstała również zorganizowana społeczność Kościoła Katolickiego Mariawitów w Strykowie. 
Od 1909 do 1939 istniała formalnie parafia mariawicka w Starych Skoszewach, którą zajmowali się proboszczowie z Lipki. Początkowo siedzibą wcześniej wymienionej placówki był Anielin, gdzie mieściła się kaplica domowa u rodziny Matuszewskich, która następnie została zlikwidowana. Po I wojnie światowej siedzibę parafii mariawickiej Skoszewy przeniesiono do Jaroszek (kaplica domowa). Oprócz tego od 1906 do I wojny światowej w Warszewicach na terenie parafii mariawickiej Skoszewy istniała kaplica domowa u rodziny Piotrowskich. 
Proboszcz z Lipki – kapłan Józef Maria Gabriel Kamer obsługiwał od 1935 do 1945 parafię w Grzmiącej. Parafianie z Lipki zorganizowali również kaplice domowe w Dąbrówce Małej i Dużej, w Poćwiardówce, w Nowostawach Górnych i Dolnych. 
Parafie w Lipce od momentu założenia prowadziła szeroką działalność społeczną. W budynku parafialnym – przeniesionym niedawno do skansenu w Nagawkach – istniała szkoła podstawowa, ochronka, sklep, internat dla sierot. Przytułek dla starców prowadzony był początkowo w domu przepisanym na parafię w Lipce, a następnie w budynku, gdzie znajdowała się piekarnia. Istniał do lat 80. Parafia utworzyła również własną straż pożarną, wybudowano murowaną piekarnię. Placówka prowadziła także gospodarstwo rolne, posiadała pasiekę i sad. Siostry zakonne pracujące w parafii prowadziły warsztaty rękodzielnicze: tkacki, szewski, krawiecki. W
1907 roku założono ochronkę w Lipce, a w 1908 roku w Poćwiardówce i w Nowostawach Dolnych. Ochronki te istniały do wybuchu I wojny światowej. Dla młodzieży zakonnice prowadziły kursy przysposabiające do zawodu rzemieślniczego. W 1911 przy parafii założono masarnię. Jednostka straży pożarnej do 1948 miał siedzibę w budynku parafialnym. Po II wojnie światowej oddział upaństwowiono. Sklep, jak i piekarnia istniały przy parafii do początku lat 60. Szkoła została połączona ze szkołą publiczną w Niesułkowie w 1939 roku, internat dla sierot i ochronka istniały do połowy lat trzydziestych XX wieku. Wszystkimi wymienionymi instytucjami zajmowały się siostry czynne i służebne, a także bracia zakonni. 
Od 1933 do 1939 przy parafii działał oddział Związku Młodzieży Męskiej i Żeńskiej Mariawickiej „Templariusz”. Po II wojnie światowej do lat sześćdziesiątych istniało przy parafii kółko artystyczne, które objeżdżało z występami różne parafie Kościoła Starokatolickiego Mariawitów.

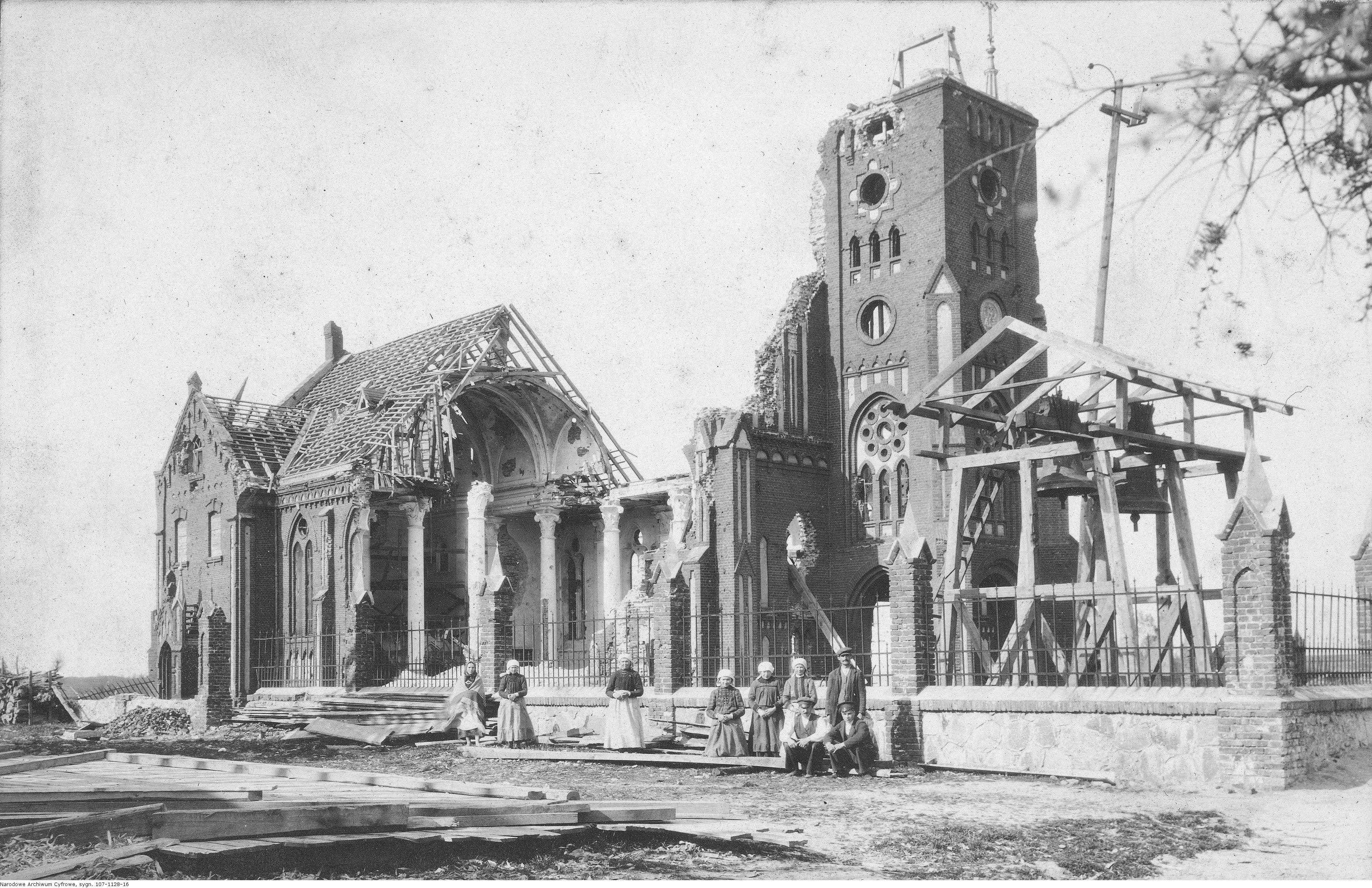
Ruiny kościoła w 1916 r.

W 1914 kościół w Lipce w wyniku działań wojennych został doszczętnie zniszczony. Zburzona również została plebania. Po zakończeniu walk w okolicy, przystąpiono do odbudowy zabudowań kościelnych. Najpierw wybudowano nową drewnianą plebanię połączoną z tymczasowym kościołem, który służył parafii do czasu odbudowania głównej świątyni. W 1948 roku rozebrano dobudowany do plebanii dom modlitwy.
W 1935 parafia podzieliła się. Duża część wiernych zorganizowała się w odrębne parafie nowo powstałego Kościoła Katolickiego Mariawitów. Powstały wtedy parafie w Dąbrówce Małej, Poćwiardówce, Niesułkowie, Nowostawach Górnych i w Nowostawach Dolnych (dwie ostatnie już nie istnieją).
Doniosłym wydarzeniem w życiu parafii w Lipce były odwiedziny św. Marii Franciszki Kozłowskiej w 1910. W 1914 rozpoczęła się budowa nowego kościoła parafialnego i nowego budynku szkoły oraz ochronki dla dzieci. W 1926 dokonano wymiany dachu świątyni i remontu. Podczas II wojny światowej świątynia odniosła drobne zniszczenia. W 1946 w kościele reaktywowano istniejącą do dziś orkiestrę oraz zrewitalizowano i uporządkowano cmentarz. W latach 1983–1984 poczyniono drobne prace remontowe, m.in. wymieniono organy na nowoczesne, a także zautomatyzowano mechanizm dzwonów. 16 lipca 2006 parafia obchodziła setną rocznicę istnienia.

### Proboszczowie parafii
- 1906 – kapł. Antoni Maria Feliks Tułaba, późniejszy biskup Kościoła Katolickiego Mariawitów
- 1907–1926 – kapł. Jan Maria Kazimierz Kaczyński
- 1926–1930 – kapł. Stanisław Maria Andrzej Jałosiński
- 1930–1931 – kapł. Józef Maria Leon Miłkowski
- 1931 – kapł. Józef Maria Stanisław Szymanowski
- 1931–1934 – kapł. Cecylia Maria Stanisława Kraszewska[2]
- 1934–1983 – kapł. Józef Maria Gabriel Kamer
- 1983–1984 – kapł. Zenon Maria Mirosław Polkowski
- 1984–2020 – bp Piotr Maria Bernard Kubicki
- od 2020 – kapł. Paweł Maria Michał Wąsowski